# Tutti frutti (gastronomia)
Il tutti frutti (anche riportato con la grafia tutti-frutti) è un dolce a base di gelato al gusto frutta e frutta a pezzi, candita o in composta, originario dell'Europa.

## Storia
Il nome tutti frutti comparve in alcuni dizionari in riferimento a preparazioni culinarie. Uno di questi, risalente al 1838 e scritto da Vincenzo Mortillaro, definisce il tutti frutti "una maniera di sorbetto, ov'entrano dei minuzzoli di frutti, e conserve, senza averne la forma". Alcune preparazioni omonime sono attestate nella gelateria francese dal 1845, mentre in Germania, nello stesso periodo, si preparava un gelato con frutta in conserva. Un dolce tutti frutti è anche  nel menù del 1860 di un locale inglese. In Italia il dolce fu descritto nella quarta edizione di La scienza in cucina e l'arte di mangiar bene di Pellegrino Artusi e Alberto Cougnet, che parlò di un'omonima dadolata di frutta con gelato.
Il gelato compare anche nel Common Sense in the Household, pubblicato nel 1874 negli Stati Uniti, e in un libro di cucina del Chicago Herald del 1883. Nel 1888, la Adams New York Gum Company iniziò a vendere gomme da masticare per distributori automatici al sapore tutti frutti, uno dei primi gusti proposti dall'azienda. Sempre negli USA, intorno al 1900, molti ristoranti servivano un gelato alla frutta con quel nome, come confermato dai menù dell'epoca conservati alla New York Public Library.
L'Italian Cookbook (1919) di Maria Gentile riporta la ricetta del Tutti Frutti Ice in cui si afferma che "questo gelato non è il tutti frutti conosciuto negli USA".
Nel suo ricettario Seven Hundred Sandwiches, pubblicato a Boston nel 1928, Florence A. Cowles parlò di un Tutti Frutti Sandwich che si ottiene spalmando un mix di panna montata, datteri, uvetta, fichi, noci e zucchero su  pane.
Oggi la parola indica, con due accezioni diverse, un aroma artificiale per vari dolci, fra cui caramelle e gomme da masticare, e una preparazione indiana a base di papaya.

## Nella cultura di massa
- Il titolo del noto brano musicale cantato da Little Richard nel 1955, Tutti Frutti, deriva dal nome del gelato. La co-autrice del testo, Dorothy LaBostrie, dichiarò che la prima strofa del brano le era stata suggerita da un nuovo gusto di gelato in un chiosco vicino a casa, tutti frutti.[13]
- Nel romanzo di Harper Lee “Il buio oltre la siepe” due sorelle sono chiamate Tutti e Frutti Barber, proprio come il gelato.[14]